# Barvînivka, Novohrad-Volînskîi
Barvînivka (în ucraineană Барвинівка) este localitatea de reședință a comunei Barvînivka din raionul Novohrad-Volînskîi, regiunea Jîtomîr, Ucraina.

## Demografie
Componența lingvistică a localității Barvînivka
     Ucraineană (99,57%)
     Alte limbi (0,43%)
Conform recensământului din 2001, majoritatea populației localității Barvînivka era vorbitoare de ucraineană (99,57%), existând în minoritate și vorbitori de alte limbi.